# 本港新町
本港新町（ほんこうしんまち）は、鹿児島県鹿児島市の町。郵便番号は892-0814。人口は0人、世帯数は0世帯（2020年4月1日現在）。面積は0.267平方キロメートル。
本港新町の区域にある鹿児島港本港区（北ふ頭・南ふ頭）には桜島フェリーや離島航路の埠頭と旅客ターミナルがあり、鹿児島市の海の玄関口となっている。また、ウォーターフロントとして整備されており、いおワールドかごしま水族館やウォーターフロントパークなどがある。

## 地理
鹿児島市の中部にある臨港地域にあり、町域全体が埋立地からなっている。町域の西方には泉町、小川町、易居町、名山町、西方から南方にかけてに住吉町がそれぞれ接しており、東側には鹿児島湾が面している。
町域には桜島フェリーや種子・屋久高速船航路、奄美・沖縄航路、フェリー十島、フェリー三島などの旅客船の発着港が集約されており、鹿児島市の海の玄関口となっている。また、いおワールドかごしま水族館があり、隣接してNHK鹿児島放送局が所在している。

## 歴史

### 鹿児島港本港区の埋立て
1982年（昭和57年）の港湾計画改定により本港区に離島航路集約と商業・文化施設の建設を行うこととなり、1986年（昭和61年）に埋め立て工事に着手し、1998年（平成10年）までにかけて鹿児島港の本港区として埋め立てられた区域である。1993年（平成5年）に北ふ頭、10年には南ふ頭が竣工し、同年には桜島フェリーターミナルも供用を開始した。

### 本港新町の設置以降
1991年（平成3年）3月29日に公有水面埋立地の区域より鹿児島市の町「本港新町」として設置された。
1991年（平成3年）11月13日、1998年（平成10年）12月8日、2001年（平成13年）3月23日にそれぞれ公有水面埋立地の区域を本港新町に編入した。
1997年（平成9年）5月にはいおワールドかごしま水族館が開館した。2005年（平成17年）4月25日には複合商業施設であるドルフィンポートが開業（2020年3月31日閉鎖）し、2006年（平成18年）10月にはそれまで天保山町に局舎を置いていた日本放送協会（NHK）の鹿児島放送局は本港新町に局舎を新築して移転した。

### 町域の変遷
| 実施後           | 実施年             | 実施前         |
| ---------------- | ------------------ | -------------- |
| 本港新町（新設） | 1991年（平成3年）  | 公有水面埋立地 |
| 本港新町（編入） | 1998年（平成10年） | 公有水面埋立地 |
| 本港新町（編入） | 2001年（平成13年） | 公有水面埋立地 |

## 施設

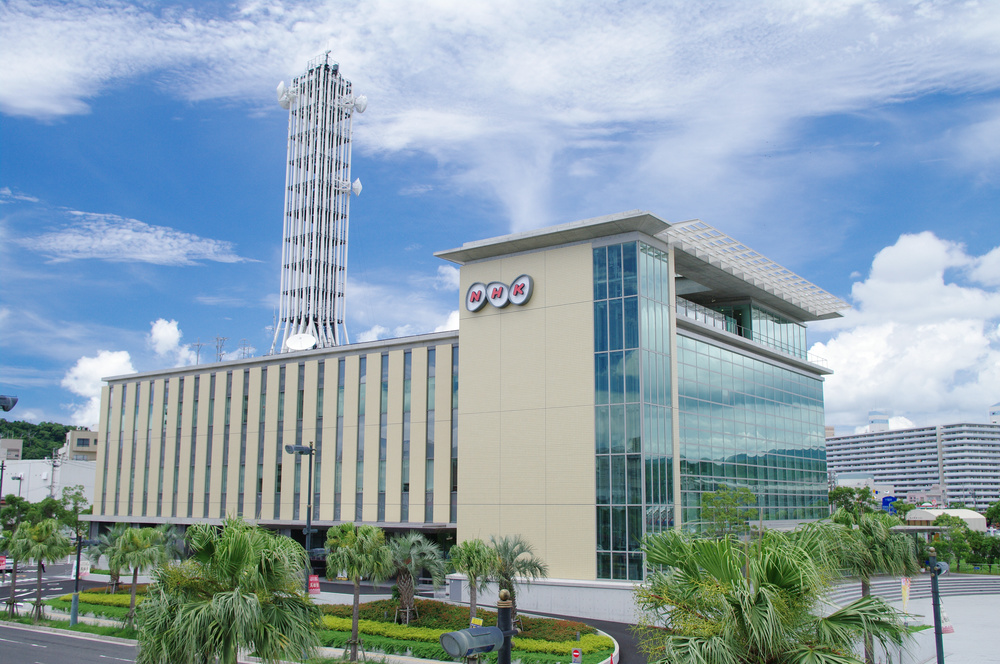
NHK鹿児島放送局

### 公共
- いおワールドかごしま水族館（条例上の正式名称：かごしま水族館[16]）
- 鹿児島県警察鹿児島中央警察署湾岸交番[17]
- ウォーターフロントパーク

### その他
- NHK鹿児島放送局[15]

## 文化財

### 国指定
- 鹿児島旧港施設（重要文化財（建造物））[18]
江戸時代に建造された新波止、明治5年頃に建造された一丁台場、1904年（明治37年）に鹿児島県によって建設された遮断防波堤から構成される[19][20]。2007年（平成19年）12月4日に国の重要文化財に指定された[21]。

### 国登録
- 鹿児島旧港北防波堤灯台（登録有形文化財（建造物））[22]
1934年（昭和9年）建造の灯台であり、鉄骨造である[23]。2008年（平成20年）3月7日に国の登録有形文化財となった[24]。

## 交通

### 航路
- 本港区北埠頭
  - 鹿児島市船舶局「桜島フェリー」（桜島桟橋）
  - 奄美海運「フェリーあまみ」「フェリーきかい」
  - 琉球海運「わかなつおきなわ」（RO-RO船・旅客扱い休止）

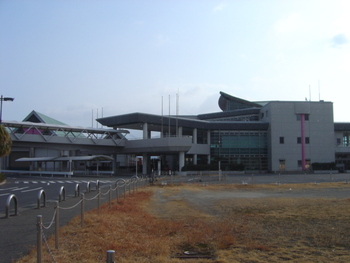
駐車場から
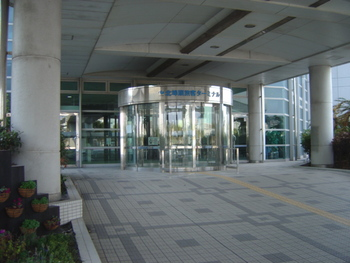
正面入り口
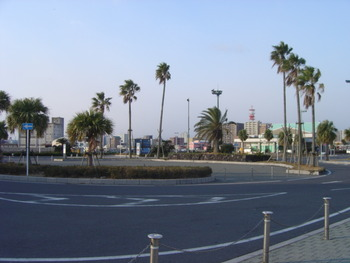
入口から南埠頭(右、緑の屋根)方向を臨む。
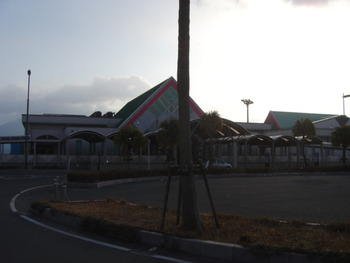
いおワールドかごしま水族館方向から。
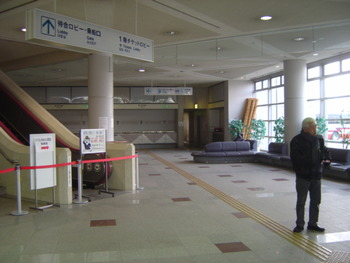
奥側のカウンターは旧、高速船ジェットフォイルトッピー受付であった。(南埠頭移転)
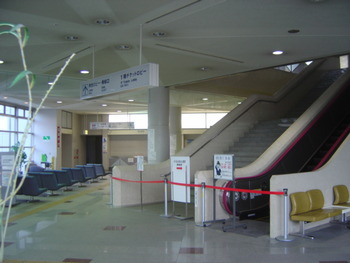
見切れているが奥は旧、折田汽船屋久島2受付であった。(南埠頭移転)
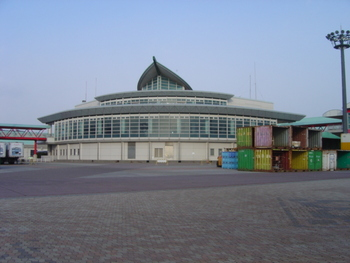
裏口より2階待合所、3階展望所だというのが分かる。ブリッジが2階より港湾側に掛かっている。
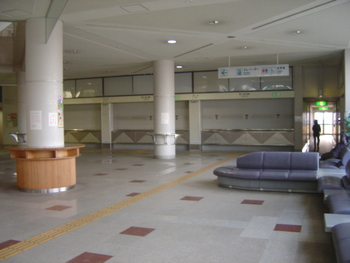
旧、種屋久航路の待合所。撮影後、主に奄美航路への乗り場へと転換。
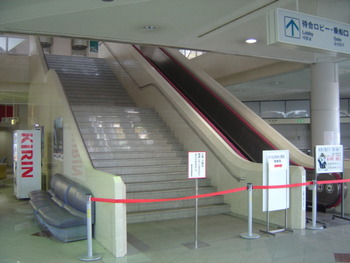
2階待合所、3階展望室であったが、撮影時(2011年1月)は奄美航路、転換前の為、封鎖。
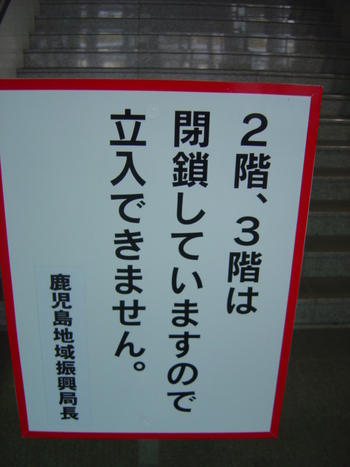
2階には船の仕組みと説明書きがあり、3階は無料展望所となっていた。

- 本港区南埠頭
  - 三島村「村営船みしま」
  - 十島村「フェリーとしま」
  - コスモライン「プリンセスわかさ」（貨客船）
  - 折田汽船「フェリー屋久島2」
- 高速船ターミナル
  - 種子屋久高速船「トッピー」、「ロケット」

## 小・中学校の学区
市立小・中学校に通う場合、学区（校区）は以下の通りとなる。
| 町丁     | 番・番地 | 小学校               | 中学校               |
| -------- | -------- | -------------------- | -------------------- |
| 本港新町 | 全域     | 鹿児島市立名山小学校 | 鹿児島市立長田中学校 |